# Ураган (фільм, 1931)
«Ураган» (рос. «Ураган») — білоруський радянський художній фільм 1931 року режисера Володимира Вайнштока.

## Сюжет
В одному з районів Білорусі будується великий льонокомбінат. Сезонні робітники, організовані в артілі підпадають під вплив артільщиків-куркулів. На будівництві погана дисципліна, систематично не виконується план. У бараках бруд, безперервна карткова гра, у їдальні не вистачає посуду, Спецодяг не видається...

## У ролях
- Леонід Кміт
- Павло Курзнер
- Олександр Темнов

## Творча група
- Сценарій: Борис Бродянскій, Григорій Кобець
- Режисер: Володимир Вайншток
- Оператор: Аркадій Кольцатий
- Композитор: